# 吴兵 (足球运动员)
吴兵（1968年2月9日—），上海人，是已退役的中国职业足球运动员，曾经入选中国国家队，甲A联赛初期上海申花的后防主力。1995年，正是主教练徐根宝使用吴兵顶替原来范志毅的中后卫、后腰位置，才使得范志毅获得出任前腰、前锋的机会，夺得了当年的联赛最佳射手。
2001年初，吴兵与老队友成耀东一起转会上海中远，两个赛季后退役，开始担任二队教练、体能教练、助理教练、领队等职务，并随队搬迁到陕西，长期协助转任主教练的成耀东。2009年赛季开始前，吴兵以个人原因辞职返回了上海。2010年，吴兵曾重新回到职业足坛，出任上海东亚的领队兼助理教练，协助主教练范志毅。